# Protonemacheilus longipectoralis
Protonemacheilus longipectoralis és una espècie de peix de la família dels balitòrids i l'única del gènere Protonemacheilus.

## Hàbitat
És un peix d'aigua dolça i de clima subtropical.

## Distribució geogràfica
Es troba a Àsia: la Xina.